# Victoria Stilwell

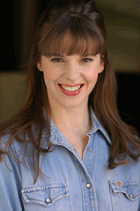
Victoria Stilwell

Victoria Stilwell (* 20. Juli 1969 in Wimbledon, England) ist eine britische Hundetrainerin und Buchautorin. Bekannt wurde sie durch die Fernsehserie „Der Hund oder ich!“

## Leben
Stilwell studierte Schauspiel. Aufgrund des geringen Einkommens als Schauspielerin arbeitete sie als Arzthelferin in einer Tierklinik. Sie spezialisierte sich vor allem auf Hunde und deren Verhalten. 1999 zog sie mit ihrem Ehemann in die USA. Dort gründete sie mehrere Hundeschulen.
Stilwell lehnt dominante Erziehung der Hunde, wie Alphawurf, kategorisch ab. Sie konzentriert sich darauf, Hunde durch Erfolgserlebnisse zu erziehen. 2010 gründete sie Positively Dog Training, ein globales Netzwerk, das bei der Erziehung der Hunde mehr auf Worte als auf Taten setzt. Derzeit wird sie von Animal Behavior und Training Associates zertifiziert und ist langjähriges Mitglied von APDT.
In Zeitungen und Zeitschriften schreibt sie Kolumnen über Tierschutz, insbesondere Hundeschutz, und setzt sich für Hunderettung ein. Seit 2005 lehrt sie in ihrer TV-Sendung „Der Hund oder ich!“ den Menschen das richtige Verhalten gegenüber ihren Hunden.

## Bücher
- It’s Me or the Dog: How to Have the Perfect Pet (Hyperion)
- Fat Dog Slim: How to Have a Healthy, Happy Pet (Harper Collins UK), 2007